# Omuljowka
Die Omuljowka (russisch Омулёвка) ist ein 410 km langer, linker Nebenfluss der Jassatschnaja im Nordosten Sibiriens, im asiatischen Teil Russlands.
Der Fluss entspringt am dort knapp 2000 m hohen Ochandja-Kamm im südlichen Teil des Tscherskigebirges im Norden der Oblast Magadan, etwa 130 km Luftlinie nordnordwestlich der Stadt Sussuman. Sein Name ist von Omul abgeleitet, womit im Russischen nicht nur die im Baikalsee vorkommende Fischart, sondern auch andere Lachsfische der Gattung Coregonus bezeichnet werden.
Die Omuljowka fließt mit mehreren Richtungswechseln generell in östlicher und zunehmend nordöstlicher Richtung, in einiger Entfernung der Grenze zur Republik Sacha (Jakutien) folgend. Nach dem Durchqueren der Senke östlich des Ochandja-Kammes durchquert sie das Omuljowka-Mittelgebirge (Omuljowskoje srednegorje), die südliche Fortsetzung des Ulachan-Tschistai-Kammes des Tscherskigebirges in einem engen, canyonartigen Durchbruchstal, dann den als Omuljowka-Niederung (Omuljowskaja nismennost) bezeichneten südöstlichsten Teil der Senke zwischen Tscherski- und Momagebirge. In diesem Bereich bildet die Omuljowka eine Vielzahl von Flussarmen. Im folgenden Durchbruchstal durch den südlichen, dort noch knapp 1400 m hohen Teil des Momagebirges erreicht der Fluss die Republik Sacha und schließlich das Kolyma-Tiefland. Dort fließt sie in östlicher, auf den letzten Kilometer in nördlicher Richtung bis zur Mündung in die Jassatschnaja, 152 Flusskilometer oberhalb von deren Mündung in die Kolyma und etwa 70 km Luftlinie südlich von Syrjanka.
Das Einzugsgebiet der Omuljowka umfasst 13.500 km². Ihre wichtigsten Nebenflüsse sind der Omtschiktschan (russisch Омчикчан, Länge 151 km) von links sowie Urultun (Урультун, 130 km) und Inanja (Инанья, 92 km) von rechts.
Im gesamten Einzugsbereich des Flusses gibt es heute keine Ortschaften. Am Oberlauf des Flusses befand sich die ewenische Rentierzüchtersiedlung Kuntek, die jedoch in den 1990er Jahren aufgegeben wurde. Sie war über einen Fahrweg vom Bergbaugebiet um die Siedlung Burkandja nördlich von Sussuman erreichbar, die aber mittlerweile ebenfalls nicht mehr existiert.